# 加藤鷹
加藤 鷹（かとう たか、1959年5月1日 - ）は、日本のタレント・Youtuber。10-POINTに所属する元AV男優で、出演したAVは1万5千本を超える。AV男優業で築いた知名度を生かし、現在はタレント活動や著述活動を行っている。
デビュー当初は本名の「加藤正行」で活動を行っていたが、後に現在の芸名に改名。芸名が気に入って、その後、本名も「加藤鷹」と改名した。
愛称は「たかさん」。そのテクニックから、「ゴールドフィンガー」「ゴッドフィンガー」と呼ばれることも多い。

## 経歴

### 生い立ち
秋田県秋田市川元小川町出身。父親は警察官のOBで代書屋。母親は警察官の定期検診をやっていた看護師。5歳上の兄がいる。

### 営業職から映像業界へ
秋田市立秋田商業高等学校卒業。本人曰く、日立製作所に入社し営業職に就いていたが、「ヘッドハンティング」され秋田ビューホテルに転職。映像の仕事に憧れて、週末には結婚式場での商業撮影の仕事を始める。
1988年、秋田から出たい一心で僅か2万円を元手に東京へ転居、テレビカメラマンを志し映像プロダクションへと面接に行ったところ、アダルトビデオ製作会社を紹介された。加藤もそれが早くカメラマンになれる道だと考え、アダルトビデオ (AV) 業界に入る。

### 撮影スタッフからAV男優へ
その後は撮影の助監督やAVメーカーの営業を担当していたが、カメラマンとしての将来に悩みチーフカメラマンに相談したところ、面倒見の良さを買われてAV男優の道を勧められ、同年にAV男優としてデビューした。その際には占い師に、｢画数の多い漢字でないと親を越せない｣と指摘され、芸名に鷹とつけた。
以後、自らの「仕事は選ばない」というポリシーの下、引退まで1万5000本以上もの作品に出演。推定8500人のAV女優とカメラの前で性交を行い、日本のAV関係者では最も高い知名度を築くに至った。
1996年、オレンジ通信男優賞を受賞。1998年、第8回東京スポーツ映画大賞主演AV男優賞を受賞した。

### 特異な経歴を生かした活動へ移行
2000年代に入るとAV男優業のみならず私生活でも多くの女性と肉体関係を持ってきた経歴がある“セックスの達人・カリスマ“として一目置かれる存在となり、一般メディアへの露出も増加する。
一方で本業のAV界は過渡期を迎えていた。監督や男優の表現性よりも、愚直なまでに視聴者の欲求に応える作品が徐々に増加し、2010年代までに主流として確立する。そのような作品で男優は「裏方」になることが求められ、加藤やチョコボール向井のような“目立つ男優”は敬遠されるようになっていた。
こうした情勢の変化のタイミングも相まって自身の特異な経歴やホストクラブのホストのように華やいだ雰囲気を生かしてアダルト系タレントに徐々に軸足を移していった。
2002年、TBS系テレビドラマ『木更津キャッツアイ』には本人役でカメオ出演。その後も加藤が使っている腕を胸の前でクロスさせるポーズは、この時の脚本家・宮藤官九郎による考案である。
2002年1月より、LaLa TVにてタレントの山田邦子および医師の北村邦夫と『パーフェクトH』にレギュラー出演。
2004年に秋元奈美によってその半生が漫画化された。『-鷹-5000人を抱いた男 AV男優・加藤鷹物語』2004年5月13日発行。
2006年から週刊プレイボーイで『TAKA その男、タカ 加藤鷹ゴッドフィンガー伝説』（作画：もんでんあきこ、原作：加藤鷹）が隔週で連載された。
2006年にGyaOジョッキーで、冠番組『加藤鷹のオマーン★コーナーキック』（旧題：『加藤鷹のゴールドフィンガー伝説（仮）』）が配信される。
2007年12月にGyaOで、カリスマAV男優・加藤鷹に迫るオリジナルドキュメンタリー「6000人を抱いた男 -AV男優・加藤鷹-」が公開される。このドキュメンタリーでは、初挑戦したAV監督業にも密着した。
2007年、愛音ゆう主演の「スーパースターはロリが好き」でAV監督デビュー。第3回D-1クライマックス選出作品で結果は14作品中8位。本人曰く、これが最初で最後のAV監督業。
2008年、バンド「コダマセントラルステーション」の1ST ALBUM「Funk You!」(2008年3月5日発売)のジャケットに参加。
2010年1月、千葉県千葉市栄町にあるソープランド「しゃぼんくらぶ一番館」の一日店長を務める。
2012年、「氣志團万博」公式テーマシングルの「SUPER BOY FRIEND」（2012年9月5日発売）のジャケットに参加。
2013年8月14日に記者会見で2013年中のAV男優の引退を表明した。これまで「1962年」としていた生年は偽りであり、本当は1959年であることを公表 した。
前年の2012年には個人事務所「株式会社加藤鷹商店」を設立。アダルト系著名人に対する偏見が薄れてきた社会の変化も追い風となり、独特な経歴と高い知名度を生かして性、恋愛や人生に関する講演・セミナーから飲食プロデュースなど講師、実業家の立場にも踏み出し、幅広く活動している。
2024年時点では、台湾の成人向けコンテンツ配信サービスSWAG（スワッグ）と契約を結び、アドバイザー兼プロデューサーとして活動。
2024年台湾向けのオンラインカリキュラム「傳說中的AV男優 加藤鷹親授 讓女性100%滿足的秘訣」にて、30年以上に渡る女性との経験技術を教えるノウハウを発売。

## 人物
- 初体験は17歳。秋田県時代に性交渉を持った女性は503人[6]。
- AVで絡んだ女優は推定8,500人。出演本数は1万5000本以上である [11]。
- ヘビースモーカーであり、コーヒーもよく飲む。一方、酒は全く飲めない。
- 「できちゃった結婚」や、それを「おめでた婚」と呼び正当化、祝福するマスコミを批判している。そのため、辻希美と杉浦太陽や、2人を祝福したマスコミを痛烈に批判した[12]。
- 所有する資格は珠算2級、英検2級、簿記3級、情報処理2級、柔道初段、合気道初段、JAF四輪国内A級ライセンス、麻雀4段(日本プロ麻雀連盟認定)など。[13][14]。
- モータースポーツファンであり、2003年のF1日本グランプリではF1専門誌からのインタビュー取材を受けている。
- 自身が出演してきたAVシリーズはあまり好きではなく、出演歴がない「マジックミラー号」シリーズのファンだと公言している
- 元AV女優の麻生早苗と結婚し、1男2女をもうけるも、2011年に離婚。現在、麻生と子供はアメリカ・ロサンゼルスに住んでおり、加藤は今も仕送りをしている[15][16]。
- 2002年8月16日、『スッごい!おとなの時間』にゲスト出演。AV男優として初めてbaseよしもとのステージに出演した[17]。
- 2006年12月18日午前5時頃、愛車のメルセデス・ベンツ・CL600ロリンザーDTMエディションで帰宅中に自動車が突然、煙を上げて炎上した。煙が見えてすぐに車から降り負傷しなかった[18]。
- 各所で「俺は肺癌だからもうすぐ死ぬ」と冗談で述べていたら、それを信じた「週刊ポスト」に『加藤鷹 死亡説』という記事を掲載されそうになった。記事が掲載されなかったのは、同誌の記者が加藤に直接電話をかけて健在を確認したからである[19]。

## AV男優時代のエピソード
- 日本一の知名度を誇るAV男優であり、AV業界で初めて「潮吹き」というジャンルを確立した人物でもある[20]（ただしAVで初めて潮吹きをさせたのは吉田潤である）。その秘技は「ゴールドフィンガー」や、それから派生した「ゴッドフィンガー」とも呼ばれ、『加藤鷹十番勝負』など、男優名が冠になったAVが発売されている。またアダルトグッズ販売店等で、本人の手から型を取った『加藤鷹の手』という商品が売られている。
- 初めて出演した作品では、女優の尿をボウルで受け止める役で、絡みは無く、加藤の背中しか映ってなかった。[21]
- 仕事を選ばない主義であり、男優出演の依頼があっても、どのような内容の作品なのかは訊かない。現場に行って初めて内容を知らされる。[15]
- AV男優という仕事上、手と爪の手入れにはかなり気を使っており、毎日、入念な手入れをしている。爪は爪切りで切っているのではなく、ヤスリで整えている[22]。
- HIV検査を含む全ての性感染症の検査を、年に15回以上受けている[12]。これまでに性病に感染したことは一度も無い。[15] また、エイズ啓発キャンペーンなどに積極的に参加し、コンドーム着用を訴えている[12]。
- 雑誌『噂の真相』（現在は休刊）の2003年2月号でのインタビューで、現場で過去に唯一勃起しなかったのは樹まり子との絡みの時だったと告白。それは加藤が樹に真剣に惚れてしまったからだと述べている。樹まり子が引退後、5年半、同棲をしていた。[15]
- 過去に出演した1万5000本余りの作品の中で印象に残っている作品は『いんらんパフォーマンス 巨根vs性豪』と『いんらんパフォーマンス 密教昇天の極意』（1990年）の2本を挙げており、この2本の作品はいずれも代々木忠の監督作品である。また加藤は、真にAV男優として開眼させてくれた人物として代々木を挙げており、「俺は代ゼミ（進学予備校の代々木ゼミナールとかけて）出身だから」と語り、今でも敬愛していると述べている。また、このインタビューで飯島愛を、「嘘ばかり書いた本（『プラトニック・セックス』）を出して、自分を育ててくれたAV界を足蹴りにしたような女は俺は嫌いだ！」と痛烈に非難している。だが、後に和解しており、飯島が芸能活動を引退することを発表した際には、労いの言葉もかけていた。
- 加藤が出演するAVの撮影現場には、加藤に癒されたい寂しい女性の幽霊が出現するとの噂がある。カラミの際、AV女優の緊張をほぐすのに手を握る加藤であるが、ある時、クンニの最中に手を握ったところ、女優の手は頭の上にあり、誰のか分からない手を掴んでいたという話が、関係者により証言されている[23]。
- AV男優としての一本のギャラの最高額は7万円[15]。
- AV男優としての過去最高年収は2500万円。2011年に「週刊ポスト」とのインタビューで、男優デビューから24年で3億円稼いだと語った。しかし最盛期の1995年頃には年間380本の作品に出演したため、費用対効果は「悲しいほど悪い」という。なお、稼ぎのほとんどは自動車購入で使ってしまった[24]。
- 弟子に吉村卓がいる。
- チョコボール向井と共に一時代を築き、それまではメディアの脚光を浴びることが無かったAV男優を、メジャーな存在に押し上げた功労者である。

## 出演

### テレビ番組
- ダウンタウンのガキの使いやあらへんで!!（日本テレビ、2000年10月15日）
- カミングダウト（日本テレビ、2004年）
- おんなじ穴（関西テレビ、2001年）加藤鷹、チョコボール向井、マグナム北斗
- オオカミ少年（TBS系、2005年9月8日）
- リンカーン　22時〜22時54分　（TBS、2007年10月23日)
- ダウンタウンのガキの使いやあらへんで!!（日本テレビ、2007年 - 2008年年越し放送）
- ハリウッドスターになろう！（  BSジャパン 、2008年）
- 男のザップ 生イキ! ジャンポケクルーズ（  BSスカパー! 、2017年2月23日 ）
- 相席食堂(ABCテレビ、2018年12月9日)[25]

### ラジオ番組
- 大竹まこと ゴールデンラジオ!（文化放送、2017年4月19日）

### ニコニコ動画
ニコニコ生放送
- ホリエモンの満漢全席 第16回 加藤鷹（2011年1月24日）

### WEB
- 加藤鷹のオマーン★コーナーキック（GyaOジョッキー、2007年1月-4月）
- デラ☆エロパラ（GyaOジョッキー、2009年8月4日ゲスト出演）
- 6000人を抱いた男 -AV男優・加藤鷹-（GyaO、2007年）
- 第5回非モテ大会議?潮吹きの神・加藤鷹降臨?（非モテSNS、2009年7月19日）
- GACKTプロデュース!POKER×POKER（2019年2月2日[26]、AbemaTV）

### CM
- トレンド書店 - みひろと共演
- 未来書房
- オカモト - 香港向けのCMに出演

### テレビドラマ
- 木更津キャッツアイ 第7話(2002年、TBS）
- あゆみの事件簿〜放送決定!「レジーナの森」湯けむり殺人ミステリー〜(2008年8月10日、ファミリー劇場）
- ドラマ24 嬢王3〜Special Edition　第12話(2010年12月24日、テレビ東京）
- マグマイザー（2017年） ‐ 真熊鷹

### Vシネマ
- 渋谷エンジェル 消えたAV女優を探せ!（2006年9月22日公開）

### 映画
- 湾岸バッド・ボーイ・ブルー（1992年） - スポーツカーの男 役 ※オリジナルビデオ
- 情無用の刑事まつり（2005年8月20日公開）出演 顔刑事役　初主演作品
- やる気まんまん（2007年12月8日公開）
- YOYOCHU SEXと代々木忠の世界（2011年1月22日(土)公開）
- 寄生性獣 2046（2011年、製作国： 香港）日本劇場未公開作品
- 『セックスの向こう側〜AV男優という生き方』 2013年2月23日（土）出演：日比野達郎／速水健二／山本竜二／平口広美／加藤鷹／栗原良／平本一穂／島袋浩／田淵正浩／トニー大木／ミートボール吉野／森山龍二／吉村卓／黒田将稔／しみけん／鳴沢賢一／阿川陽志／森林原人／沢井亮／平井シンジ[27][28][29]
- 大性豪（2014年4月3日、香港） - 加藤鷹 役
- クラスメート マイナス (2020年11月20日 台湾) - 加藤鷹 役 (カメオ出演)

### パチンコ
- PA豊丸ととある企業の最新作2 SOD 99ver.（2023年10月、豊丸産業）[30]

## 出版作品

### 書籍
- イケない女神たち（コスモヒルズ出版、1994年）
- 秘技伝授（KKロングセラーズ、2000年）
- キスに始まりキスに終わる 中谷彰宏VS加藤鷹（KKロングセラーズ、2001年1月）
- 天才たちのDNA（マガジンハウス、2001年）
- 究極奥義（KKロングセラーズ、2001年）
- LOVE SEX（KKロングセラーズ、2001年）
- パーフェクト・H（河出書房新社、2002年）山田邦子、北村邦夫との共作
- カリスマ男優の好きな相手をどうにも離れなくさせる心理戦術（青春出版社、2002年）
- SEX占い-男女兼用［動物篇］-（KKロングセラーズ、2002年7月）
- しあわせなH、ふしあわせなH（河出書房新社、2003年4月）
- パーフェクト・H（2）－お悩み大スペシャル!!（河出書房新社、2003年6月）山田邦子、北村邦夫との共作
- 秘戯伝授（最終章）（KKロングセラーズ、2003年8月）
- 鷹とまり子の大昇天!－イキ上手のすすめ－（高橋書店、2004年11月）川奈まり子との共作
- 勝恋－愛のカリスマが伝授!極上オトコをモノにする一人勝ちバイブル（バウハウス、2006年11月）
- エリートセックス（幻冬舎、2007年5月1日）
- 鷹論。（幻冬舎、2008年5月）
- あれから10年秘技伝授 #001 完全潮吹き入門 （ロングセラーズ） (2009年5月1日)
- あれから10年秘技伝授 #002 完全愛撫入門 （ロングセラーズ） (2009年7月1日)
- あれから10年秘技伝授 #003 大人のラブグッズ入門 （ロングセラーズ）(2009年8月1日)
- あれから10年秘技伝授 #004 完全挿入入門 （ロングセラーズ） (2009年9月18日)
- セックスという「闇」 (2010年4月9日)
- 加藤鷹が教える30歳からの恋愛SEX術　 (2011年1月25日)
- 究極奥義3・2・5の法則 (2012年8月25日)
- 日本一有名なAV男優が教える人生で本当に役に立つ69の真実 (幻冬舎アウトロー文庫) (2012年12月6日)
- 加藤鷹の恋愛奥義 本当に気持ちいい恋愛・SEXをするための70の法則  (Kindle版)  (2013年2月25日)
- 加藤鷹のSEX奥義 どんな女性も必ず悦ぶ22の性交法 [Kindle版] (2013年3月25日)
- 加藤鷹のSEX人間学 [Kindle版] (2013年4月22日)
- 加藤鷹のSEX教育学 [Kindle版]
- 加藤鷹 奥義 完全版(ゴマブックス株式会社) [Kindle版](2013年7月8日)

## 関連図書
- 「AV男優」家田荘子（幻冬舎アウトロー文庫）(1998年08月)
- 「AV男優」という職業 セックス・サイボーグたちの真実　(2013年02月19日)

### コミック
- 鷹－5000人を抱いた男　AV男優・加藤鷹物語　全1巻（講談社、2004年5月）原作：加藤鷹、画：秋元奈美
- その男、タカ　－加藤鷹ゴッドフィンガー伝説－　全3巻（集英社、2006年3月 - 2007年6月）原作：加藤鷹、画：もんでんあきこ
- 世紀末リーダー伝たけし!（集英社）作者：島袋光年 ※第21巻135頁に台詞のみ登場

### ゲーム
- GOLD FINGER!! iPhoneアプリ
- 女子寮でNE!　（1999年稼働のDVD映像を使用した脱衣麻雀）

### AV監督作品
- スーパースターはロリが好き（ドグマ）主演：愛音ゆう

## 受賞歴
- 1996年 オレンジ通信男優賞
- 1998年 第8回東京スポーツ映画大賞主演AV男優賞

## プロデュース商品
- Love Jelly 鷹
- 加藤鷹オリジナルフェロモン for Men
- KATO TAKA ORIGINAL
- 秘儀伝授ジェル
- ストロングD
- 殿下の砲塔
- 30公分好棒棒[31]

## 補足
1. ↑  デビュー当時から、2013年8月の引退表明まで1962年生まれを公称していた[2]
[3]